# Mohamed Kherrazi
Mohamed Kherrazi (Errachidia, 29 juni 1990) is een Nederlands professioneel basketballer die ook een Marokkaans paspoort heeft. Kherrazi speelde vanaf seizoen 2011/2012 als power forward bij Zorg en Zekerheid Leiden in de basketbal Eredivisie. Na acht jaar verliet hij ZZ Leiden om bij Landstede in Zwolle een nieuwe uitdaging te zoeken.

## Carrière
Vanaf 2007 speelde Kherrazi voor ABC Amsterdam, in zijn laatste seizoen speelde hij met het team in de Eredivisie. Na dit seizoen, waarin hij tot Rookie of the Year (beste nieuwkomer) werd gekozen, tekende hij bij Zorg en Zekerheid Leiden.
In zomer 2013 speelde Kherrazi onder meer voor het Nederlands basketbalteam. De Internationale bond hanteert een regel dat zo'n team slechts één genaturaliseerde speler mag opstellen. Omdat coach Toon van Helfteren naast Kherrazi de Amerikaanse Nederlander Sean Cunningham opstelde, werden twee wedstrijden achteraf met 0-20 verloren verklaard. De Nederlandse Basketbalbond overwoog bezwaar aan te tekenen, maar zag daar later vanaf.

## Erelijst
Nederland
- Landskampioen (2013)
- 2x NBB Beker (2012, 2019)
- 2x Supercup (2011, 2012)

Individuele prijzen:
- 3x Defensive Player of the Year (2015, 2016,2019)
- 5x All-Defense Team (2015, 2016, 2017, 2018, 2019)
- Rookie of the Year (2010)
- 2x All-Star (2015, 2016)